# Volzjski (oblast Wolgograd)
Volzjski (Russisch: Волжский) is een industriestad in de Russische oblast Wolgograd. De stad heeft 313.169 inwoners (2002).
De stad is gelegen op de linkeroever van de rivier de Wolga, bij waar het Stuwmeer van Wolgograd eindigt en zich de stuwdam bevindt. Volzjski ligt zo'n 20 km ten noordoosten van de stad Wolgograd.

## Geschiedenis
Tot aan de achttiende eeuw woonde er geen inheemse bevolking op de plek waar anno 2024 de moderne stad van Volzjski ligt. De eerste kolonisten waren vluchtelingen die zichzelf bezrodnye (безродные, "zonder familie") noemden en het dorp dat zij stichtten heette daarom ook Bezrodnoje. In 1720 werd Peter de Grote er zich van bewust dat er in dit gebied een overvloed aan moerbeibossen was en gaf hij het bevel voor de bouw van een zijdefabriek in dit gebied.
Volzjski werd in 1951 als woonplaats voor de arbeiders gesticht, die meewerkten aan de bouw van de stuwdam. Een jaar later had de nederzetting 10.000 inwoners en werd geregistreerd. Twee jaar later werd de nederzetting omgedoopt in de 'stad' Volzjski.

## Geboren
- Jevgeni Sadovy (19 januari 1973), zwemmer
- Andrej Goloebev (22 juli 1987), tennisser
- Nikita Chernov (14 januari 1996), voetballer

## Economie
De belangrijkste bedrijven in de stad zijn Volzjski GES (de waterkrachtcentrale),  Volzjski Troebny Zavod (producent van stalen buizen),  Volzjski Chimvolokno (kunstvezels), Volzjski Orgsynthese (chemische producten),  Volzjskrezinotechnika (harsproducten) en Volzjski  Sjinny Zavod (banden).
Bestuurlijk centrum: Wolgograd

Doebovka · Frolovo · Kalatsj aan de Don · Kamysjin · Kotelnikovo · Kotovo · Krasnoslobodsk · Leninsk · Michajlovka · Nikolajevsk · Novoanninski · Oerjoepinsk · Pallasovka · Petrov Val · Serafimovitsj · Soerovikino · Volzjski · Zjirnovsk